# Iazva
 (novembre 2016).
Si vous disposez d'ouvrages ou d'articles de référence ou si vous connaissez des sites web de qualité traitant du thème abordé ici, merci de compléter l'article en donnant les références utiles à sa vérifiabilité et en les liant à la section « Notes et références ».
La Iazva (en russe : Язьва) est une rivière de Russie et un affluent gauche de la Vichera, donc un sous-affluent de la Volga par la Kama.

## Géographie
La Iazva est longue de 135 km. Elle arrose le kraï de Perm. Son bassin, qui se rattache à celui de la Volga, a une superficie de 5 900 km2. Elle prend sa source dans les monts Kvarkouch, dans l'Oural.